# Seedning
Seedning, (verb: seeda), av engelskans seed i betydelsen så eller seeda, innebär i sportsammanhang att placera i rangordning efter förmodad skicklighet i tävling av cuptyp, i syfte att undvika att de bästa deltagarna slår ut varandra på ett tidigt stadium.
Inför ett slutspel efter en avslutad grundserie, till exempel Elitserien i ishockey, är det vanligt att seedningen baseras på lagens placeringar i grundserien. På tennisens ATP-tour utgår man från ATP-rankningen. Denna räknas i sin tur fram från spelarnas resultat i turneringar under det senaste året.